# Mayumana

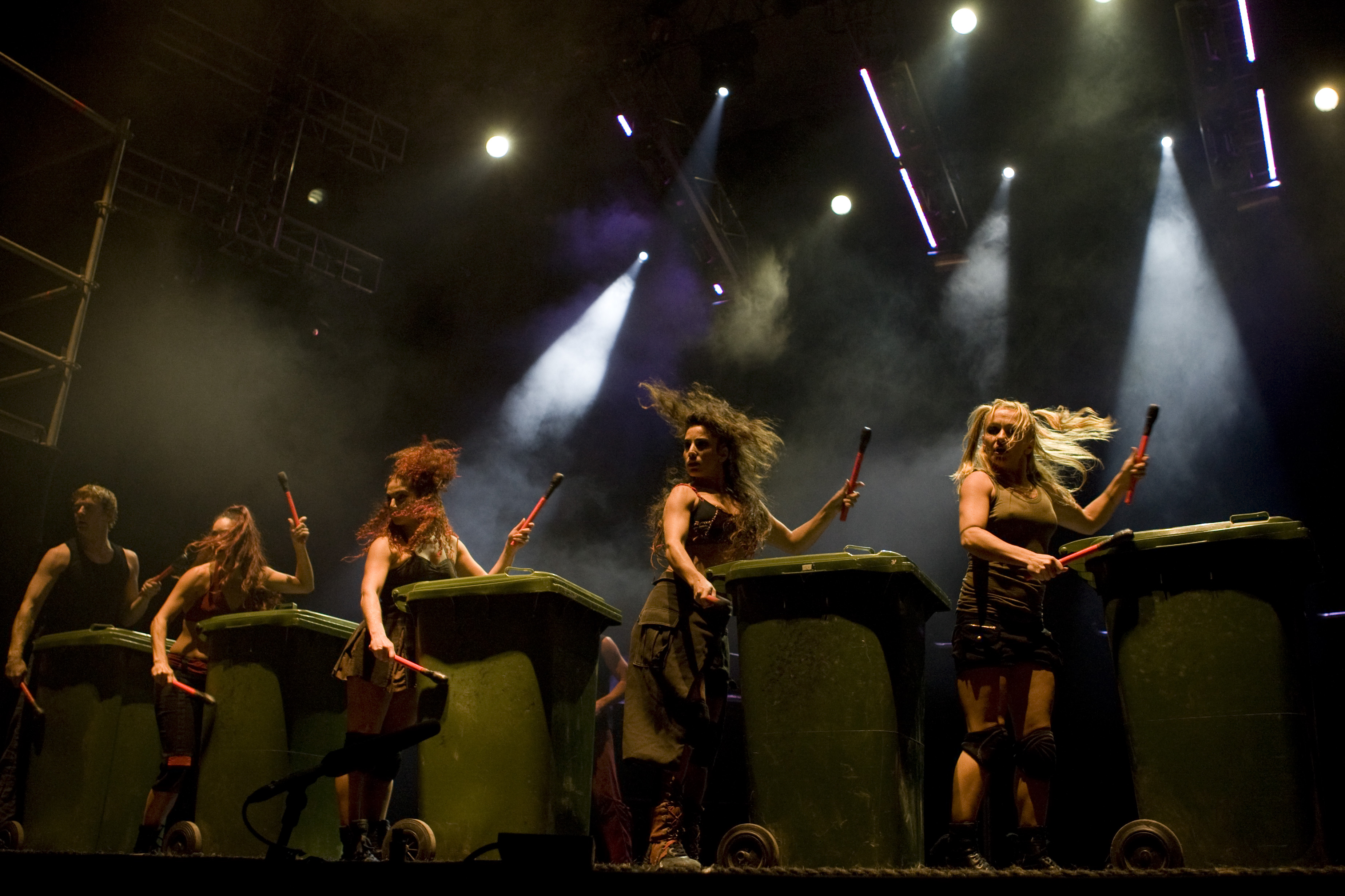
Mayumana en Barcelona.

Mayumana es una compañía de artes fundada en Tel-Aviv (Israel)  en 1997.  Sus espectáculos son de teatro, danza y percusión unidos. Las coreografías que realizan son de gran vitalidad. La percusión la suelen realizar sobre objetos pintorescos como contenedores de basura y otros objetos reciclados. En éstos también se crean danzas acordes al tipo de ritmos de éste , aunque no en todas es necesario ya que utilizan luces o cosas más llamativas. 
Su popularidad y el atractivo de sus representaciones les ha llevado a protagonizar un anuncio televisivo de Coca Cola. 

## Historia
Tras sus primeros éxitos el grupo se propuso tener su propio lugar para actuar y adquirieron un almacén en la ciudad de Jaffa y lo transformaron en un teatro de 400 localidades llamado «La casa Mayumana» (The Mayumana house). El teatro se convirtió en uno de los más activos del área de Tel-Aviv.
El grupo tiene una trayectoria de veinte años de actividad, con más de 4000 exhibiciones y 156 000 espectadores en más de veinte países alrededor del mundo. Desde el año 1995 el grupo (que comenzó con cuatro miembros y en la actualidad cuenta con más de 800 artistas de todos los puntos del planeta) ha estado constantemente de gira.
También han desarrollado otros espectáculos como ADRABA, que está dirigido al público infantil y BEJUNTOS en el que sus representaciones giran en torno a éxitos musicales. Ambos han tenido éxito. También han hecho RUMBA, una obra con las canciones del grupo Estopa.
El objetivo comercial de Mayumana ha sido siempre Nueva York en el que a partir del año 2007 se establece con un grupo elegido de entre 9000 aspirantes de todo el mundo. En 2007 participaron en el Festival de la Canción de Viña del Mar, en Chile, durante la noche inaugural.